# Зангут
Зангут — деревня в Баяндаевском районе Иркутской области России. Входит в состав Половинского муниципального образования.

## География
Деревня находится на расстоянии 15 км к северо-востоку от села Баяндай, административного центра района.

## Население
| 2002 | 2010 | 2011 | 2012 |
| ---- | ---- | ---- | ---- |
| 20   | ↘12  | →12  | ↘11  |

### Половой состав
По данным Всероссийской переписи, в 2010 году в деревне проживало 12 человек (7 мужчин и 5 женщин).